# Pedicularis ramosissima
Pedicularis ramosissima är en snyltrotsväxtart som beskrevs av Bonati. Pedicularis ramosissima ingår i släktet spiror, och familjen snyltrotsväxter. Inga underarter finns listade i Catalogue of Life.